# 武侯墓
武侯墓即诸葛亮墓，位于中国陕西省汉中勉县定军山脚，是全国重点文物保护单位。诸葛亮，死后谥为“忠武侯”，后世称为諸葛武侯，故得此名。

## 历史
西元234年，诸葛亮第五次北伐时积劳成疾，病逝于五丈原军中。蜀汉朝廷按其遗命安葬在定军山下。。武侯墓经历上千年历史，期间元朝、明朝、清朝都有进行大修及扩建。

## 景区建筑
武侯墓内有乐楼、山门、大殿、拜殿、寝宫、坟亭等。主体建筑山门、大殿、拜殿等修建于蜀汉景耀六年。墓园内有各时代碑石、匾额、对联、三国故事壁画等。

### 匾額、楹聯
武侯墓現匾額三十二方；楹聯十五幅，慕名者立碑刻石，題書匾聯，故墓祠內碑碣林立，匾聯層層。

#### 匾額
武侯墓、出將入相、名垂宇宙、經濟如生、季漢伊姜（蜀漢時的伊尹和姜尚）、醇臣楷模（純正官吏學習楷模）、功蓋三分、雙桂流芬（武侯墓墳頭上的護墓雙漢桂，比喻流芳百世）等。

#### 楹聯
水咽波聲　　一江天漢英雄淚

山無樵採　　十里定軍草木香　 
隕將星于五丈原頭　　司馬尚警餘烈

扶漢祚於三分天下　　臥龍不虧宗臣 
大業定三分　伊呂洵堪稱伯仲

奇才真十倍　蕭曹未許比經綸　 
故國不歸　山河未遂中原志

忠魂猶在　道路爭瞻漢相墳 
生為興劉尊漢室　死猶護蜀葬軍山 

### 乐楼
乐楼是歇山式屋顶两山重檐二滴水建筑，明朝万历年间修建，在清明节祭祀诸葛亮时唱戏之用。

### 山门
山门为硬山式建筑，清朝嘉庆八年重修，是进入墓冢区的入口。 

### 大殿
硬山式建筑，清朝嘉庆四年重修，里面供奉着诸葛亮的塑像。大殿神龛之上摆放有诸葛亮塑像，左有龙骧将军关兴像，右有虎贲将军张苞像。三座像均为明代万历年所塑。
塑像后有四幅壁画，左到右分别为：
1. 刘备取得定军山之战的胜利后欲返还西川，留大将魏延镇守汉中。
2. 定军山之战中蜀汉老将黄忠刀劈曹魏名将夏侯渊；
3. 诸葛亮北伐调兵遣将。
4. 年过半百的刘备去东吴招亲。

### 墓冢
墓冢在大殿后面，高6米，周长60米。四周有汉白玉石护栏，石栏上雕刻着35幅诸葛亮生平的故事图案。

### 拜殿
硬山卷棚式建筑，清朝嘉庆四年重修，举办祭祀瞻拜诸葛亮活动的建筑。 

### 寝宫
悬山式建筑，元朝至元年间修建，清朝嘉庆八年大修，供奉着历代朝廷对诸葛亮封赠牌位。 

### 坟亭
四角攒尖式建筑，明朝万历年间修建，清朝嘉庆七年重修。
围绕墓地有柏树54株，象征诸葛亮在生之年，现存22棵，高约30多米，冠幅11米左右，直径都在1米以上，1997年北京林学专家测定这些柏树树龄都有1700多年。
此外园区内还有四百年的痒痒树，五百年的皂角树，六百年的黄果树，世界珍稀树种之一鹅掌楸等珍贵植物。

## 活动

### 武侯墓清明庙会
武侯墓在清明节期间举办武侯墓清明文化旅游节，在沿袭扫墓、凭吊的传统习俗基础上，融入踏青郊游、祈福娱乐、商品交易等活动。